# サキどり↑
『サキどり↑』（Sakidori）は、NHK総合テレビジョンにて2011年4月10日から2017年3月26日までされていた日曜日朝の情報番組である。
公式サイトによると、「最先端の現場で見つけてきた、暮らしを良くする『種』となる『サキどり』情報」について、司会やゲストが話をかわして「明るい未来のヒント」を探るというもの。

## 出演者
ナビゲーター
- ジョン・カビラ（タレント）
- 小林千恵(こばやし・ちえ)（NHKアナウンサー、2011年4月10日 - 2014年3月30日）
- 片山千恵子(かたやま・ちえこ)（同上、2014年4月6日 - ）

サキドリスト
- 藤沢久美(ふじさわ・くみ)（実業家）
- 津田大介(つだ・だいすけ)（メディアジャーナリスト）
- 古田敦也(ふるた・あつや)（野球評論家）（2011年4月17日出演）

その他、番組のテーマに応じて様々なゲスト（専門家・俳優・タレント）が登場する。
サキどり調査隊
- 春風亭昇々（落語家）
- 春風亭昇吉（落語家）

ナレーション
- 柳沢真由美(やなぎざわ・まゆみ)（ナレーター）
- むたあきこ（声優）

## 放送時間
- 本放送：日曜日 8:25 - 8:57（2015年4月 - 2016年8月は8:25 - 8:55、2016年9月以降は8:25 - 8:54）
- 再放送：火曜日 1:30 - 2:00（2015年度）、水曜日 15:10 - 15:40（2016年度。9月以降は15:10 - 15:39）